# جون ويلسون (مبشر)
جون ويلسون (بالإنجليزية: John Wilson)‏ (و. 1804 – 1875 م) هو مبشر، ومدرس بريطاني، كان عضوًا في الجمعية الملكية، توفي عن عمر يناهز 71 عاماً.

## التعليم
تعلم في جامعة إدنبرة.